# Онуфриенко, Григорий Денисович
Григорий Денисович Онуфриенко (22 июня 1916 — 28 января 1998) — командир эскадрильи 129-го истребительного авиационного полка, 47-й авиационной дивизии Западного фронта, старший лейтенант. Герой Советского Союза.

## Биография
Родился 22 июня 1916 года в Луганске. Работал слесарем на Ворошиловградском паровозостроительном заводе.
В Красной Армии с 1936 года. В 1938 году окончил школу пилотов. Участник освободительного похода советских войск в Западную Украину и Западную Белоруссию 1939 года, советско-финской войны 1939—1940 годов. На фронтах Великой Отечественной войны с июня 1941 года. К августу 1941 года совершил 110 боевых вылетов, в 31 воздушном бою сбил 7 вражеских самолётов.
Указом Президиума Верховного Совета СССР «О присвоении звания Героя Советского Союза начальствующему и рядовому составу Красной Армии» от 12 апреля 1942 года за «образцовое выполнение боевых заданий командования и проявленные при этом отвагу и геройство» удостоен звания Героя Советского Союза с вручением ордена Ленина и медали «Золотая Звезда».
С 18 августа 1943 года до 15 апреля 1945 года командовал 31-м истребительным авиационным полком. К 9 мая 1945 года гвардии подполковник Г. Д. Онуфриенко совершил 507 боевых вылетов, провёл более 80 воздушных боёв, сбил лично 10 самолётов.
После войны продолжал службу в ВВС СССР. Служил на Дальнем Востоке. Летал на всех типах основных истребителей — от МиГ-9 до МиГ-21 и от Як-15 до Як-28. С 1971 года полковник Онуфриенко Г. Д. — в запасе, а затем в отставке. 
Работал ст. инженером мастерских Центральной клинической больницы имени Семашко. Жил в городе Пушкино Московской области. 
Скончался 28 января 1998 года. Похоронен на Ново-Деревенском кладбище Пушкина.

## Память
- В центре Луганска стоит величественный обелиск с длинным списком Героев Советского Союза. На нём есть имя Григория Денисовича Онуфриенко[3].
- В Пушкинском городском округе Московской области имя Онуфриенко высечено на памятнике[4].